# Comando do Pessoal (Exército Português)
O Comando do Pessoal (CmdPess) é o órgão central de administração e direcção responsável pela justiça, disciplina, recrutamento e gestão dos recursos humanos do Exército Português.
O CmdPess tem a sua sede no Quartel de Santo Ovídio, onde funcionava o quartel-general da antiga Região Militar do Norte, na cidade do Porto.

## Organização
O Comando do Pessoal e é comandado por um tenente-general, designado "Ajudante-General do Exército", e inclui:
1) Comando e Gabinete;
2) Estado-Maior;
3) Inspeção;
4) Direção de Administração de Recursos Humanos;
5) Direção de Obtenção de Recursos Humanos, da qual dependem:
Centro de Psicologia Aplicada do Exército,
Gabinete de Classificação e Seleção de Lisboa,
Gabinete de Classificação e Seleção do Porto,
Centro de Recrutamento de Braga,
Centro de Recrutamento de Coimbra (com os gabinetes de atendimento ao público de Castelo Branco e Tomar),
Centro de Recrutamento de Faro,
Centro de Recrutamento do Funchal (com o Gabinete de Classificação e Seleção do Funchal),
Centro de Recrutamento de Lisboa (com os gabinetes de atendimento ao público de Lisboa, Santarém, Setúbal e Évora),
Centro de Recrutamento de Ponta Delgada (com o Gabinete de classificação e seleção de Ponta Delgada),
Centro de Recrutamento do Porto (com o Gabinete de Atendimento ao Público do Porto),
Centro de Recrutamento de Vila Real (com os gabinetes de atendimento ao público de Chaves e Bragança),
Centro de Recrutamento de Viseu (com os gabinetes de atendimento ao público de Lamego e Guarda);
6) Direção de Justiça e Disciplina, da qual depende:
Estabelecimento Prisional Militar;
7) Direção de Serviços de Pessoal, da qual dependem:
Chefia Religiosa(Capelão Chefe)
Banda do Exército,
Banda Militar de Évora,
Banda Militar do Porto,
Orquesta Ligeira do Exército,
Fanfarra do Exército;
8) Unidade de Apoio.